# Цулукідзе Хусейн Алійович
Хусейн Алійович Цулукідзе (1918, село Бобокваті, тепер Кобулетський муніципалітет, Аджарія, Республіка Грузія — ?) — грузинський радянський діяч, голова колгоспу імені Молотова 
села Бобокваті Кобулетського району Аджарської АРСР. Депутат Верховної ради СРСР 3-го скликання.

## Життєпис
У 1936 році вступив до комсомолу. У 1938 році з відзнакою закінчив педагогічне училище.
У 1938—1942 роках — студент Тбіліського державного університету імені Сталіна.
Член ВКП(б) з 1939 року.
З 1942 по 1943 рік працював у Кобулетському районному військовому комісаріаті Аджарської АРСР.
У 1943—1944 роках — директор цитрусового пакувального заводу в селі Хуцубані Кобулетського району Аджарської АРСР.
У 1944—1945 роках — 1-й секретар Кобулетського районного комітету ЛКСМ Грузії.
У 1945—1946 роках — голова виконавчого комітету Кобулетської міської ради депутатів трудящих Аджарської АРСР.
З січня по літо 1946 року працював головою колгоспу імені Тельмана Кобулетського району Аджарської АРСР.
З літа 1946 року — голова колгоспу імені Молотова села Бобокваті Кобулетського району Аджарської АРСР.
Подальша доля невідома.

## Нагороди
- орден Трудового Червоного Прапора
- медаль «За оборону Кавказу»
- медаль «За доблесну працю у Великій Вітчизняній війні 1941—1945 рр.»
- медалі